# Stadspompen Culemborg
De Nederlandse stad Culemborg telt vijf monumentale stadspompen. De vier 18e-eeuwse pompen zijn rijksmonumenten, terwijl de 19e-eeuwse pomp aan de Veerweg een gemeentelijk monument betreft.

## Overzicht
Het gaat om de volgende vijf pompen:
- Een rechthoekige, zandstenen pomp uit 1718 ter hoogte van de Markt 10. De pomp heeft twee uitlaten, waarboven het stadswapen is gebeeldhouwd. De pomp wordt bekroond door een siervaas.
- Een rechthoekige, zandstenen pomp uit 1719 ter hoogte van de Markt 34. De pomp heeft twee uitlaten, waarboven het stadswapen is gebeeldhouwd. De pomp wordt bekroond door een siervaas.
- Een rechthoekige, bakstenen pomp uit de 18e eeuw op de Varkensmarkt. De pomp heeft twee uitlaten en wordt bekroond door een stenen leeuw die het stadswapen vasthoudt.
- Een rechthoekige, bakstenen pomp uit de 18e eeuw ter hoogte van Zandstraat 33/35. De pomp heeft één uitlaat en wordt bekroond door een stenen leeuw die het stadswapen vasthoudt.
- Een bakstenen pomp aan de Veerweg met één uitlaat. Deze pomp werd in 1889 neergezet uit angst voor een nieuwe uitbraak van cholera.[1]

De pompen op de Markt staat boven de middeleeuwse waterputten.

## Foto's

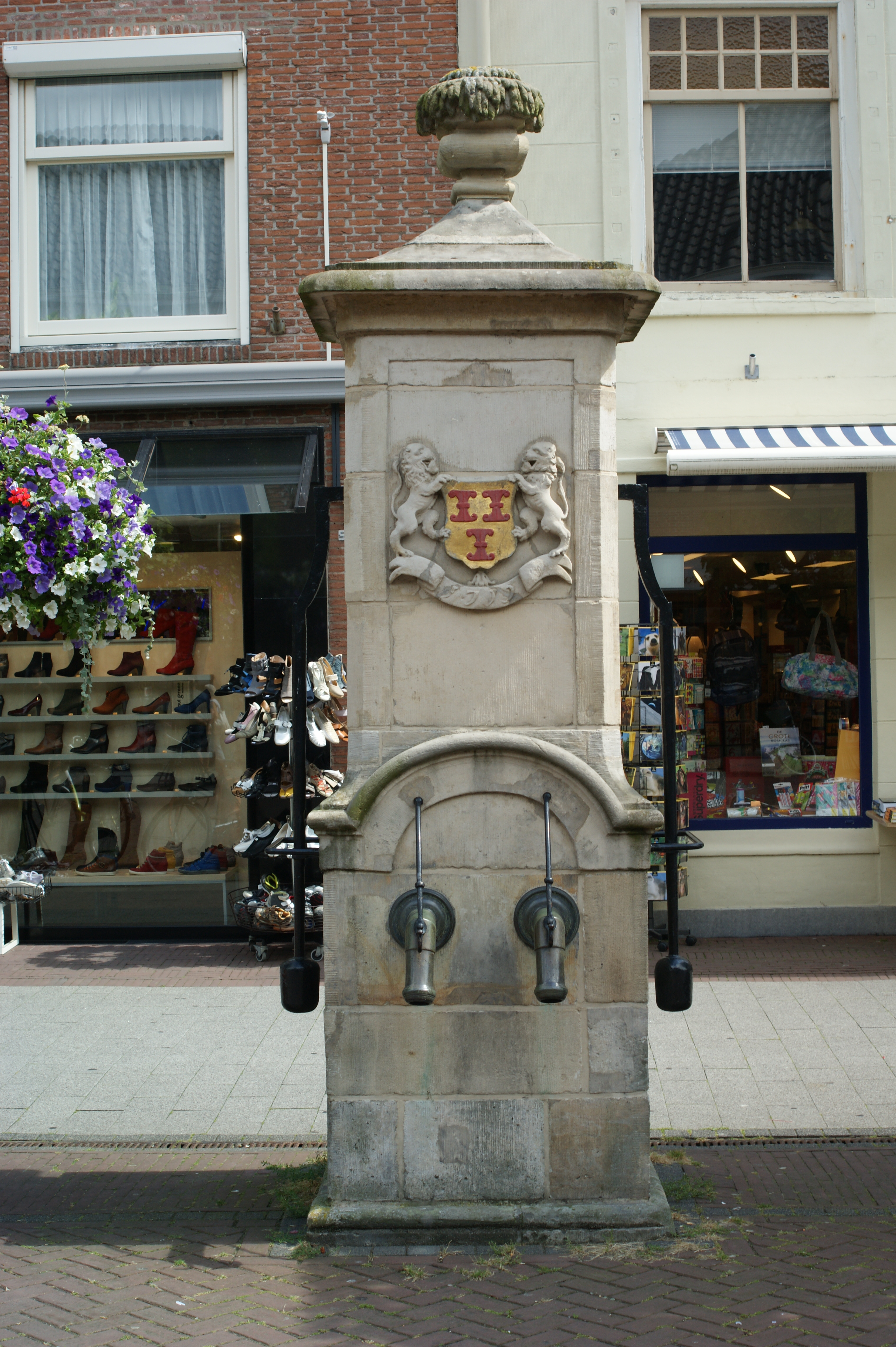
Pomp bij Markt 10
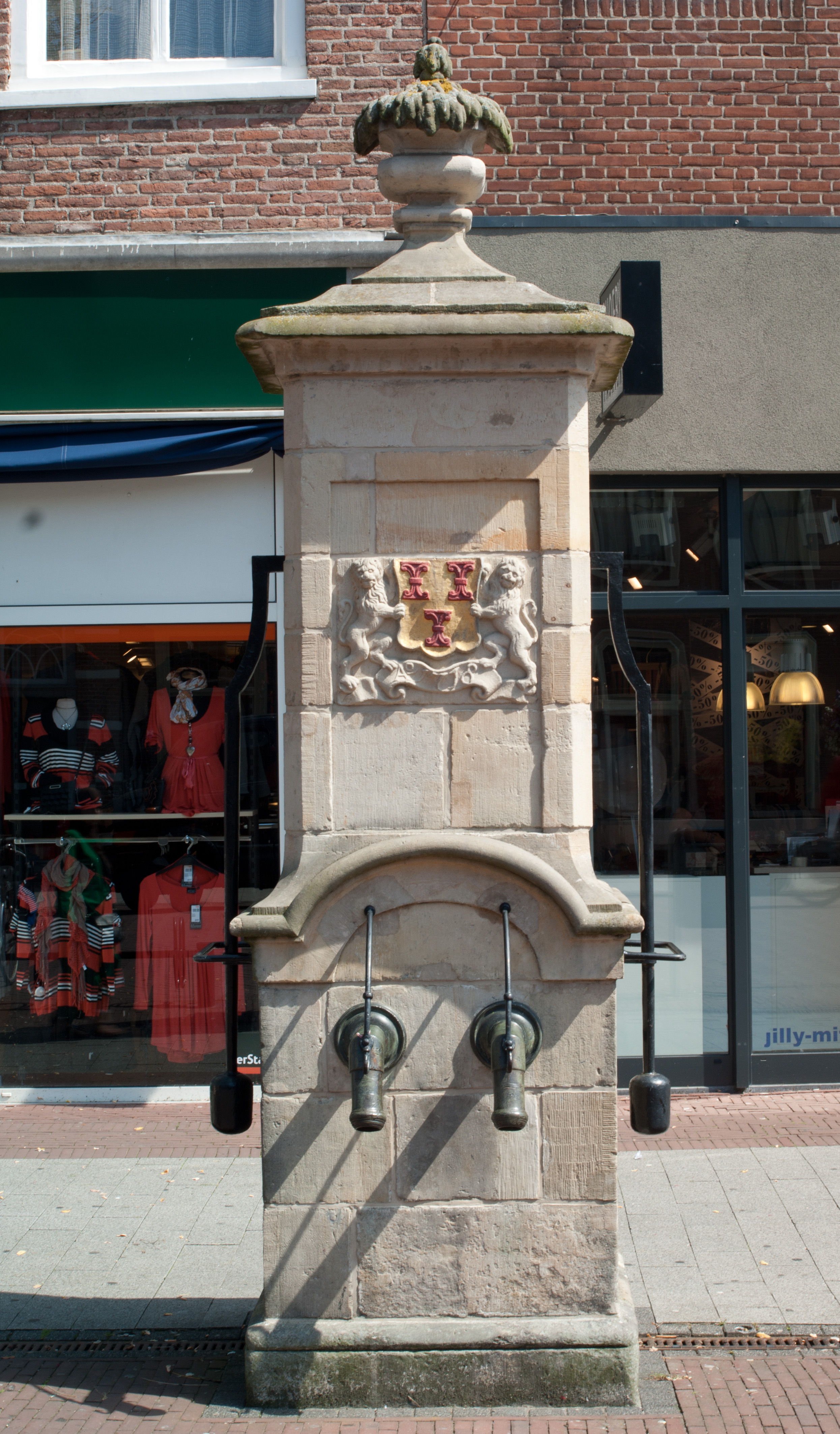
Pomp bij Markt 34
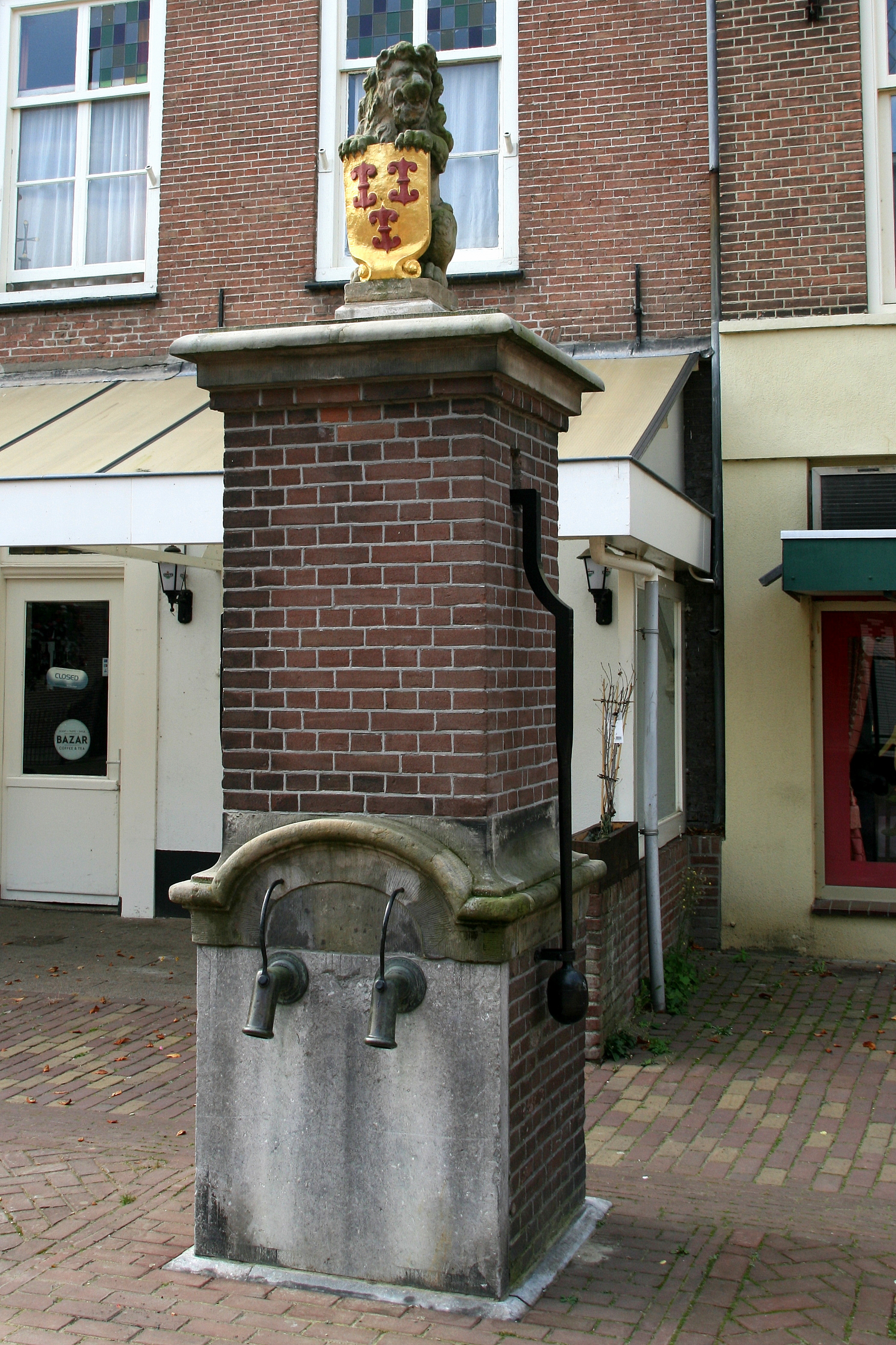
Pomp op de Varkensmarkt
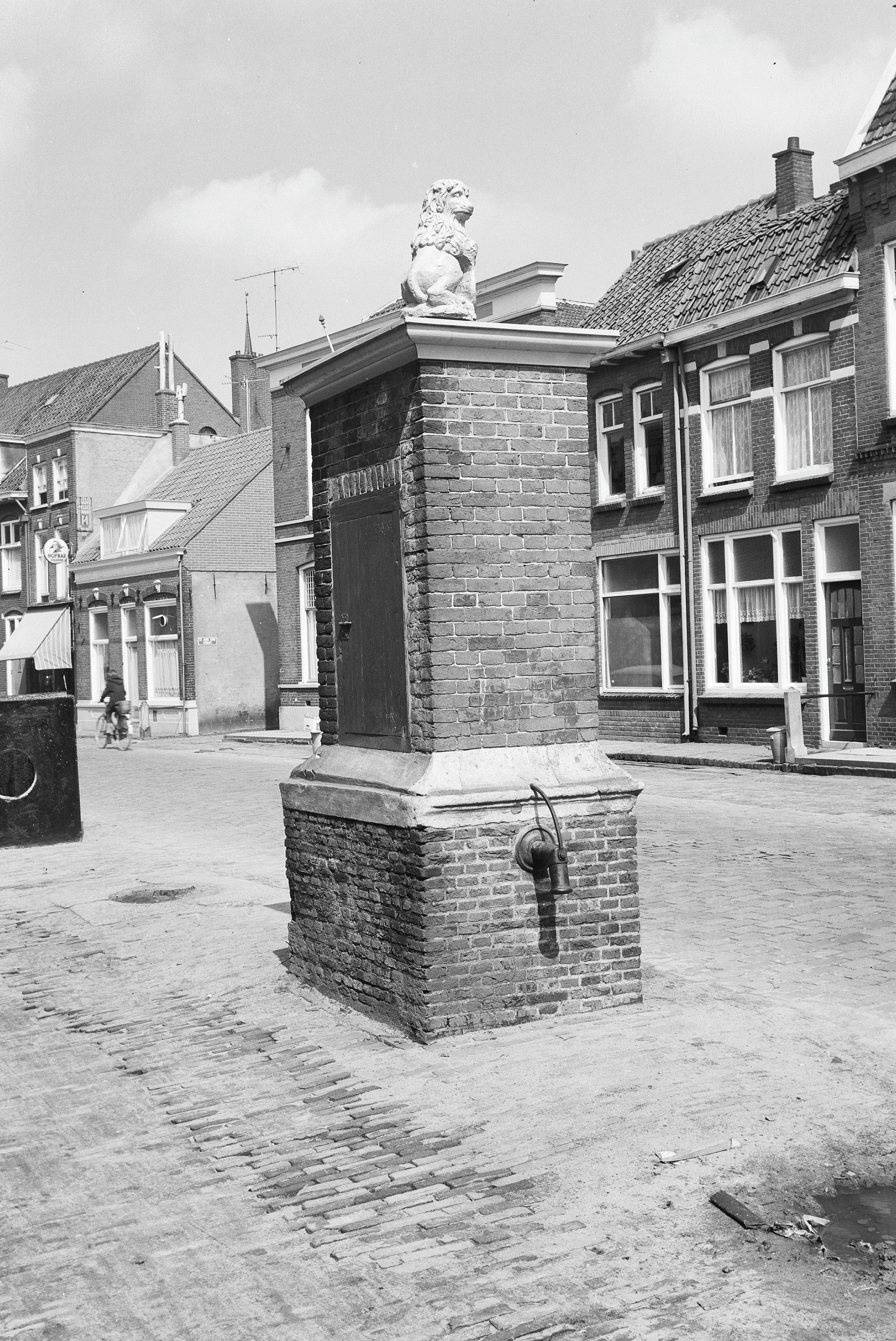
Pomp in de Zandstraat
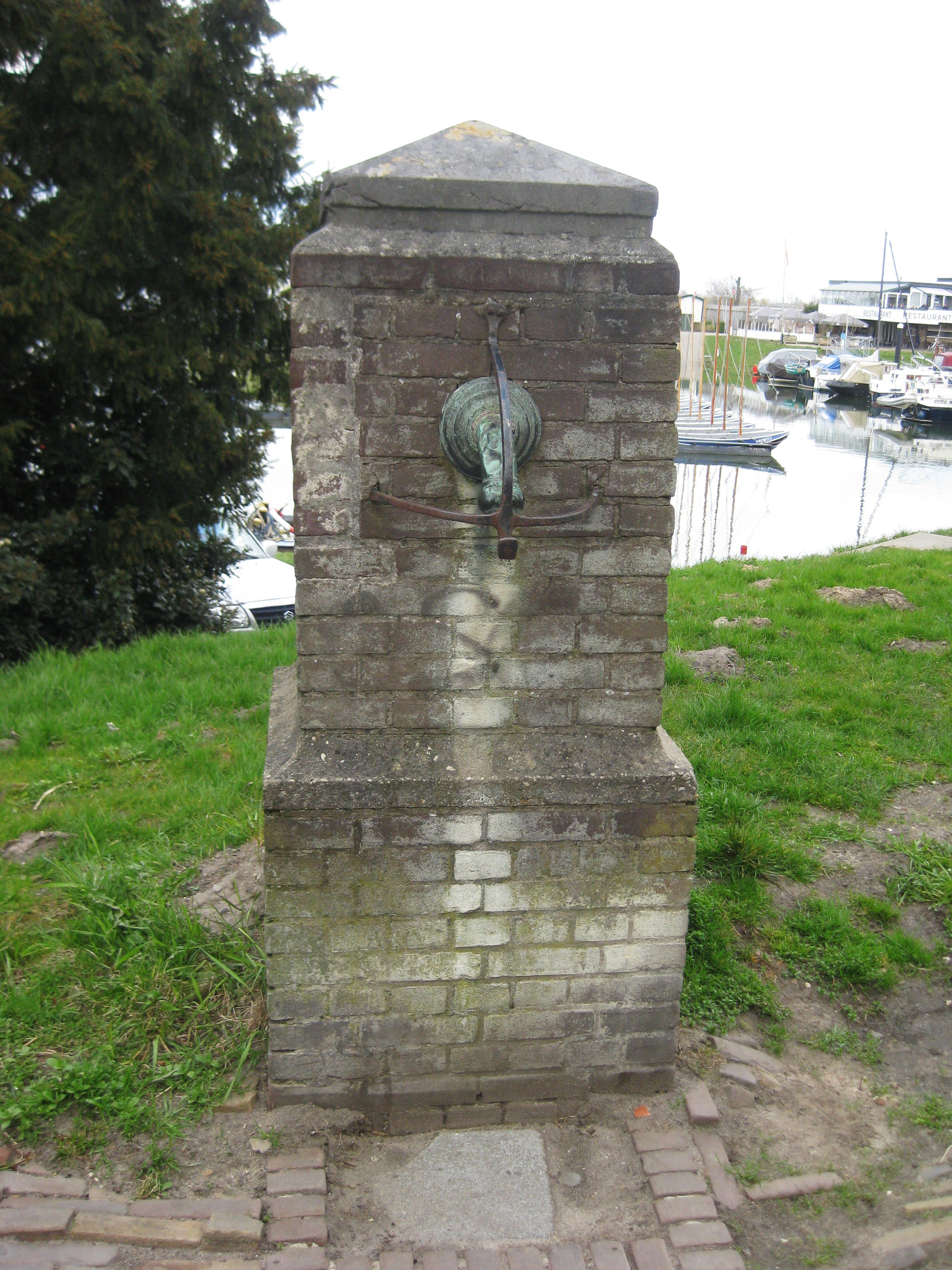
Waterpomp Veerweg